# Ricky Evans (dartsjátékos)
Ricky Evans (Kettering, 1990. július 29. –) angol dartsjátékos. 2007-től 2013-ig a British Darts Organisation, majd 2013-tól a Professional Darts Corporation tagja. Beceneve "Rapid". Ő a világ leggyorsabb dartsjátékosa.

## Pályafutása

### BDO
Evans 2007-től 2013-ig a BDO versenyein indult, de egyszer sem tudta magát kvalifikálni a szervezet világbajnokságára. 2011-ben részt vett a PDC Youth Tour sorozatban, ahol egy győzelmet is sikerült szereznie (a döntőben David Coyne-t 4–1-re legyőzve). A World Mastersen ötször vett részt és 2012-ben sikerült elérnie legjobb eredményét, ami a legjobb 48-ba jutás volt, ahol James Wilsontól kapott ki 3–0-ra.

### PDC
2013-ban Evans elindult a PDC által rendezett Qualifying School-ban, ahol már az első napon megszerezte a Tour Cardot. Két hónappal később az egyik Pro Tour versenyen elérte első negyeddöntőjét, ahol legyőzte Gary Andersont is, majd Peter Wright-tal szemben alulmaradt 6–3-ra. A 2012-as UK Openen a második körig sikerült eljutnia, ahol Joe Cullen-től kapott ki 5–2-re. Evans bejutott a 2013-as ifjúsági világbajnokság döntőjébe, ahol viszont 6–1-re kikapott Michael Smith-től. Ez az eredmény azonban elég volt neki ahhoz, hogy először kijusson a Grand Slam of Darts-ra, de az összes csoportmérkőzését elveszítette Raymond van Barneveld, Mervyn King és Tony O'Shea ellen, így nem sikerült a csoportkörnél tovább eljutnia.
Evans 2014-ben részt vehetett első PDC-dartsvilágbajnokságán, amelynek első fordulójában Ronnie Baxterrel játszott a továbbjutásért. Honfitársát 3–0-ra legyőzte, így bejutott a második körbe, ahol Mervyn Kinggel találkozott. Evansnek ezen a mérkőzésen már nem sikerült nyernie és végül 4–2-re kikapott Kingtől.
A következő évben nem sikerült számára a világbajnokságra kijutni, de 2015-ben megnyerte a PDC világbajnoki kvalifikációs tornáját, így 2016-ban részt vehetett második világbajnokságán. Az első körben az ausztrál Simon Whitlockkal került szembe, aki már szettek tekintetében 2–0-ra vezetett és a harmadik szettben is 2–0-ra elhúzott, majd két meccsnyila is volt a mérkőzés megnyeréséhez, de ez sem volt számára elég a győzelemhez. Evans végül 3–2-re megfordította a mérkőzést és legyőzte rutinos ellenfelét. A második körben sorozatban 10 legben is kikapott, és végül 4–0-ra alulmaradt Jamie Cavennel szemben.
A 2017-es vb-n az első körben Michael Smith-szel játszott, ahol mindössze 2,16 másodperc alatt sikerült dobnia egy 180-at, ezzel máig megdöntetlen rekordot felállítva.
Evans végül 3–2-re kikapott és búcsúzott a világbajnokságtól. A következő világbajnokságra nem sikerült kijutnia, de két évvel később, 2019-ben a Pro Tour ranglistán elfoglalt előkelő helyének köszönhetően újra kijutott a világbajnokságra.
A 2020-as vb-n a legjobb 32 között az akkori világelsőtől, Michael van Gerwentől kapott ki 4–0-ra, 2021-ben ugyanígy.

## Világbajnoki szereplései

### PDC
- 2014: Második kör (vereség  Mervyn King ellen 2–4)
- 2016: Második kör (vereség  Jamie Caven ellen 0–4)
- 2017: Első kör (vereség  Michael Smith ellen 2–3)
- 2019: Első kör (vereség  Rowby-John Rodriguez ellen 1–3)
- 2020: Harmadik kör (vereség  Michael van Gerwen ellen 0–4)
- 2021: Harmadik kör (vereség  Michael van Gerwen ellen 0–4)
- 2022: Második kör (vereség  Daryl Gurney ellen 1–3)
- 2023: Második kör (vereség  Joe Cullen ellen 1–3)
- 2024: Harmadik kör (vereség  Daryl Gurney ellen 2–4)
- 2025: Harmadik kör (vereség  Robert Owen ellen 2–4)

## Tornagyőzelmei
| PDC Youth Tour - Youth Tour (ENG): 2011 PDC Challenge Tour - Challenge Tour (ENG): 2013 | - PDC World Championship Qualifier: 2015 |